# Canarium bengalense
Canarium bengalense är en tvåhjärtbladig växtart som beskrevs av William Roxburgh. Canarium bengalense ingår i släktet Canarium och familjen Burseraceae. Inga underarter finns listade i Catalogue of Life.